# Anabelle Acosta
Pour les articles homonymes, voir Acosta.
Anabelle Acosta est une actrice américano-cubaine, née le 28 février 1987 à Cuba. Elle naît à La Havane de parents d'origine cubano-américaine.

## Carrière
En 2015, Acosta tient le rôle récurrent d'Annabella dans la série comique Ballers, diffusée aux États-Unis par HBO. Elle incarne la petite amie de Ricky Jerret, joué par John David Washington.
Elle se fait remarquer la même année en jouant le rôle de Natalie Vasquez dans la série télévisée Quantico, diffusée par ABC aux États-Unis et par M6 en France.

## Filmographie

### Cinéma
- 2008 : The Next Hit de Antwan Smith : Hot Bartender
- 2012 : Unités d'élite (Freelancers) de Jessy Terrero : Cyn
- 2012 : We Made This Movie de Rob Burnett : Kelly Acevedo
- 2014 : By the Gun (en) de James Mottern : Agent du FBI Sarah Ramsey
- 2008 : Construction de Malcolm Goodwin : Lori
- 2017 : Fat Camp de Jennifer Arnold[1] : Abby (en postproduction[1])
- 2017 : Lost and Found En Cuba de Regina Don[1] : Mia (en préproduction)[1]
- 2019 : Kill Chain de Ken Sanzel : Renata

### Télévision
- 2011 : Grace de Lesli Linka Glatter (téléfilm) : Eden Grace
- 2012 : Breaking In (série) : Phoebe (saison 2, épisode 4)
- 2012 : GCB (série) : Lucia (saison 1, épisode 10)
- 2013 : Second Generation Wayans (série) : Destiny (saison 1, épisode 7)
- 2013 : Perception (série) : Eva (saison 2, épisode 6)
- 2014 : Supernatural (série) : Maritza (saison 9, épisode 13)
- 2014 : Castle (série) : Holly (saison 6, épisode 21)
- 2015 : Ballers (série) : Annabella
- 2015 – 2016 : Quantico (série) : Natalie Vasquez
- 2017 : Chicago PD  : Camila Vega
- 2019 : God Friended Me (série) : Denise (saison 1, épisode 13)